# Eurydike (Nereide)
Eurydike (altgriechisch Εὐρυδίκη Eurydíkē, latinisiert Eurydice) ist eine Nereide der griechischen Mythologie, eine der fünfzig Töchter des Nereus und der Doris.
Sie ist lediglich durch einen Nereidenkatalog in den Fabulae des Hyginus Mythographus überliefert.